# フレッド・コルデイロ
フレッド・コルデイロ（Fred Cordeiro）は、ポルトガルの男性キックボクシング選手。Dynamite Team所属。

## 来歴
2016年3月26日、RISE 110にてISKAオリエンタルルール世界バンタム級王座決定戦で那須川天心と対戦。2Rにはダウンを奪われ、判定負けで世界王座獲得に失敗した。
2018年1月27日、Brothers League VIIにてアレックス・リーバスと対戦し敗北。
2019年3月10日、RISE WORLD SERIES 1st Roundにてルンキット・ウォーサンプラパイと対戦。3-0の判定負け。
2019年10月5日、Kings Of Muay ThaiにてWBCムエタイインターコンチネンタル王座決定戦でアクラム・ハミディと対戦。3Rに2度ダウンを奪われ、1度ダウンを奪い返したものの、結果は判定負け。